# ウルバヌス4世 (ローマ教皇)
ウルバヌス4世（Urbanus IV、1200年頃 - 1264年10月2日）は、カトリック教会の第182代ローマ教皇である。本名はジャック・パンタレオン・ド・トロワ（Jacques Pantaléon de Troyes）。1261年8月29日に教皇に選出され、その死まで在位した。

## 生涯
ジャック・パンタレオンは、現在のフランス・トロワの慎ましい家庭に生まれた。パリ大学で法学を学び、聖職者としての道を歩み始めた。リエージュの首席司祭、ヴェルダン司教、そして最終的にはエルサレム総大司教を務めた。彼のキャリアは、外交手腕と教会の法制度に対する深い理解によって特徴づけられる。

### 教皇としての活動
ウルバヌス4世は、枢機卿団の対立が続く中で選出された。彼は教皇就任後、直ちに教会の統一と改革、そして世俗権力との関係改善に取り組んだ。彼の教皇在位中、最も注目すべき出来事の一つは、祝祭「聖体の祝日」（コルプス・クリスティ）の導入である。これは、聖体の秘蹟への信仰を深めることを目的としており、後にカトリック教会全体で祝われる重要な祝日となった。
また、ウルバヌス4世は、シチリア王国を巡るホーエンシュタウフェン家との対立に深く関与した。彼は神聖ローマ皇帝フリードリヒ2世の息子マンフレーディに対抗するため、フランス王ルイ9世の弟であるアンジュー公シャルルをシチリア王として招き入れた。この決定は、イタリア半島におけるフランスの影響力を強め、後のシチリアの晩祷へと繋がる遠因となった。
彼はまた、学芸の擁護者でもあり、パリ大学やその他の教育機関への支援を惜しまなかった。優れた知識人や学者を教皇庁に招き、教会行政の近代化を図った。

### 死去
ウルバヌス4世は1264年10月2日、ペルージャで死去した。彼の短い在位期間は、カトリック教会における重要な改革と、ヨーロッパ政治の複雑な状況への関与によって特徴づけられる。